# L’ennemi
L’ennemi ist ein Filmdrama von Stephan Streker, das im August 2020 beim Angoulême Francophone Film Festival seine Premiere feierte. Der Film ist lose vom Mord an Véronique Pirotton im Jahr 2013 inspiriert, der Ehefrau des belgischen Politikers Bernard Wesphael, der dieser Tat beschuldigt wurde.

## Handlung
Der belgische Politiker Louis Durieux, der in seinem Land als eine der herausragenden Persönlichkeiten des öffentlichen Lebens gilt, und seine Ehefrau Maëva sind wahnsinnig und leidenschaftlich verliebt. Eines Nachts findet Louis ihren leblosen Körper in einem Hotelzimmer in Ostende. Louis wird zur Polizeistation gebracht, will aber nicht mit den Beamten reden, die den Fall untersuchen, und beruft sich auf seine Immunität als Parlamentarier. Er wird verdächtigt, Maëva in dem Zimmer mit der Nummer 108 ermordet zu haben.

## Hintergrund
L’ennemi basiert lose auf den Geschehnissen rund um die Wesphael-Affäre, die Belgien vor einigen Jahren erschütterte. Mehr als 30 Jahre lang war Bernard Wesphael ein angesehenes Mitglied der belgischen Partei Ecolo. Im Jahr 2013 wurde er des Mordes an seiner eigenen Ehefrau Véronique Pirotton beschuldigt. Obwohl er drei Jahre später aus Mangel an Beweisen freigesprochen wurde, gehört das Verbrechen bis heute zu den mysteriösesten in der Geschichte des Landes.

## Produktion
Regie führte Stephan Streker, der auch das Drehbuch schrieb. Die Filmmusik komponierte Marcelo Zarvos.

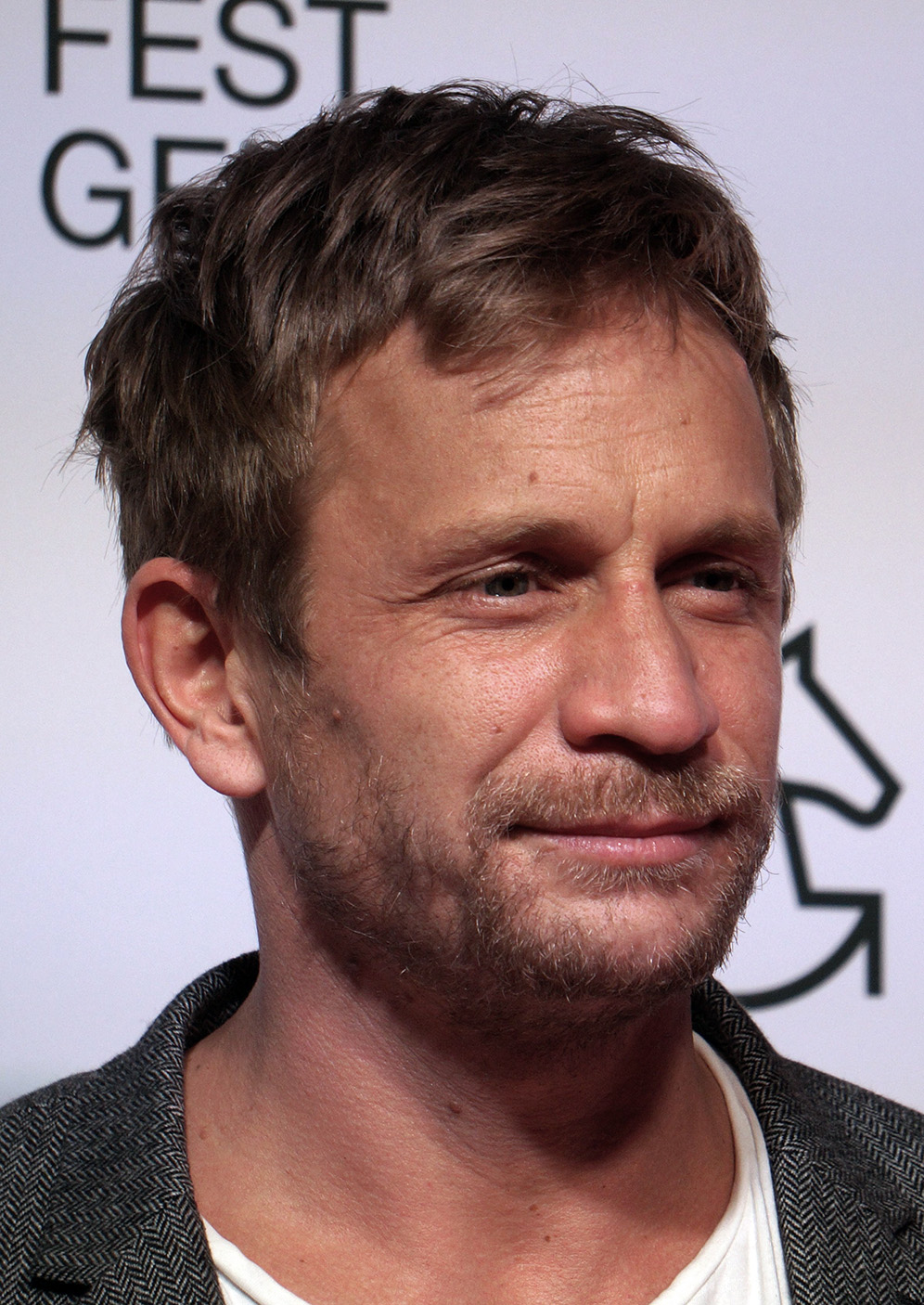
Jérémie Renier, hier bei der Vorstellung beim Film Fest Gent, spielt Louis Durieux

Jérémie Renier spielt in der Hauptrolle Louis Durieux, Alma Jodorowsky seine Ehefrau Maëva Durieux und Zacharie Chasseriau seines Sohn Julien. In weiteren Rollen sind Emmanuelle Bercot als seine Anwältin Béatrice Rondas und Félix Maritaud in der Rolle seines Zellengenossen Pablo zu sehen.
Als Kameramann fungierte Léo Lefèvre.
Die Weltpremiere erfolgte am 29. August 2020 beim Angoulême Francophone Film Festival. Im Oktober 2020 eröffnete der Film den Wettbewerb des Film Fest Gent.

## Rezeption

### Kritiken
In einer Kritik von moviepulp.be heißt es, man erkenne bereits am Aufbau des Films, dass Regisseur Stephan Streker ein ehemaliger Journalist ist. Genau wie bei Noces, seiner vorherigen Regiearbeit, beginne er den Film mit einem Zeitungsartikel und nähere sich der Geschichte aus verschiedenen Blickwinkeln an, was es dem Betrachter ermögliche, sein eigenes Urteil zu fällen. In diesem Aufbau wissen nur der Täter selbst und sein Opfer im Jenseits, was geschehen ist.

### Auszeichnungen
Angoulême Francophone Film Festival 2020
- Nominierung im Wettbewerb[12]

Film Fest Gent 2020
- Nominierung als Bester Film für den Grand Prix (Stephan Streker)